# کاتائوکا ایجیرو
کاتائوکا ایجیرو (به ژاپنی: 片岡 栄二郎 かたおか えいじろう) ۲۳ نوامبر ۱۹۱۸ – ۱۹ ژوئن ۱۹۸۳)، او یک بازیگر ژاپنی است. 
از فیلم‌ها یا برنامه‌های تلویزیونی که وی در آن نقش داشته است می‌توان به ۱۳ آدم‌کش (فیلم ۱۹۶۳) در نقش «شیگه‌سوکه اوتاکه» (大竹茂助) اشاره کرد.